# Nová Ves (ort i Tjeckien, Hradec Králové)
Nová Ves är en ort i Tjeckien.   Den ligger i regionen Hradec Králové, i den centrala delen av landet, 120 km öster om huvudstaden Prag. Nová Ves ligger 275 meter över havet och antalet invånare är 126.
Terrängen runt Nová Ves är huvudsakligen platt, men åt nordost är den kuperad.Runt Nová Ves är det ganska tätbefolkat, med 56 invånare per kvadratkilometer. Närmaste större samhälle är Hradec Králové, 17,1 km nordväst om Nová Ves. Omgivningarna runt Nová Ves är en mosaik av jordbruksmark och naturlig växtlighet.